# Cichlasoma salvini
Cichlasoma salvini és una espècie de peix de la família dels cíclids i de l'ordre dels perciformes.

## Morfologia
Els mascles poden assolir els 22 cm de longitud total.

## Distribució geogràfica
Es troba des del sud de Mèxic fins a Guatemala i Belize.